# Jüdische Gemeinde Bobowa
Die Jüdische Gemeinde in Bobowa, einer Stadt im Süden Polens in der Wojewodschaft Kleinpolen, wurde im 18. Jahrhundert begründet und von den deutschen Besatzern während des Holocausts zerstört.

## Geschichte

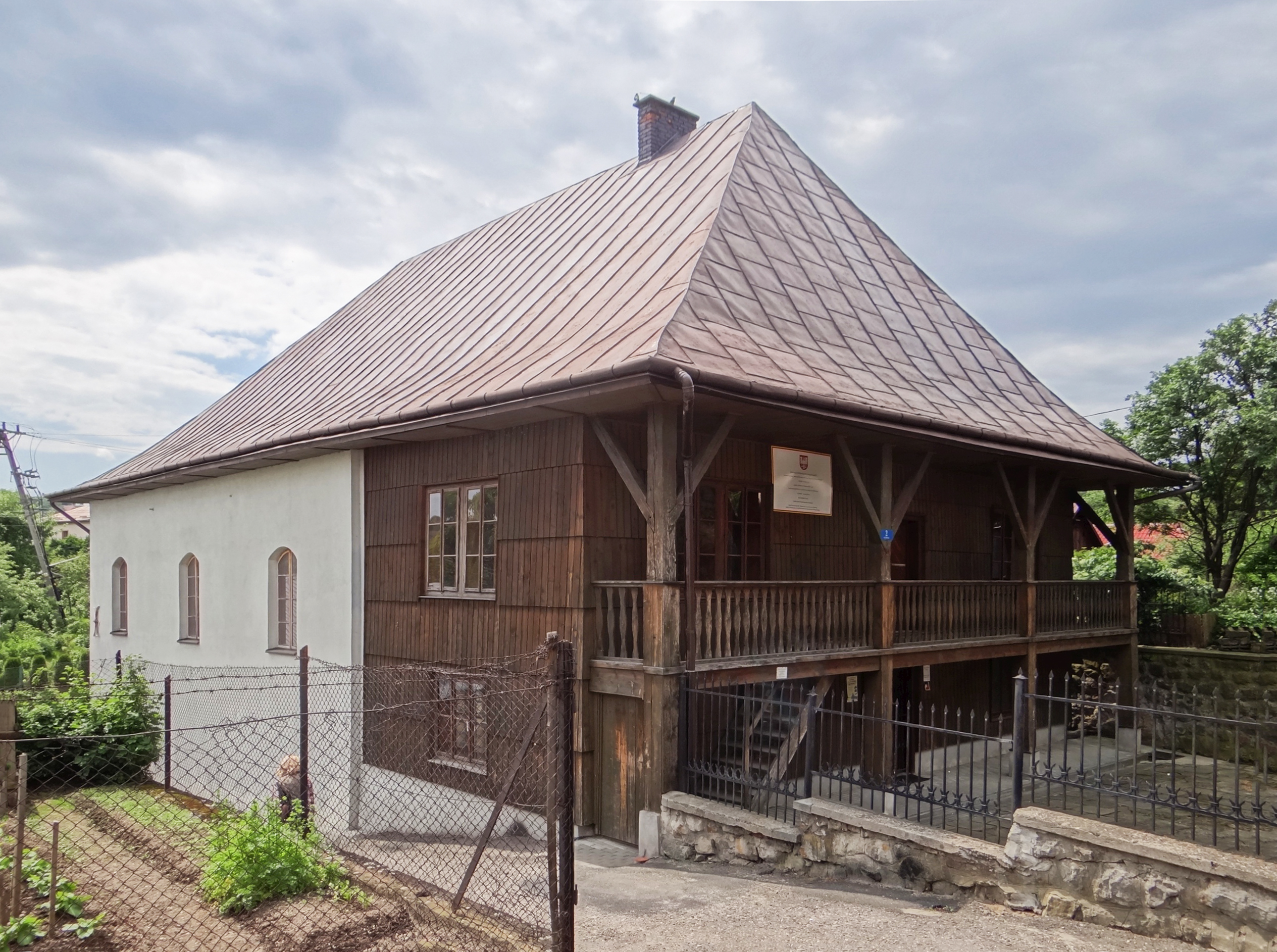
Synagoge in Bobowa, erbaut 1756

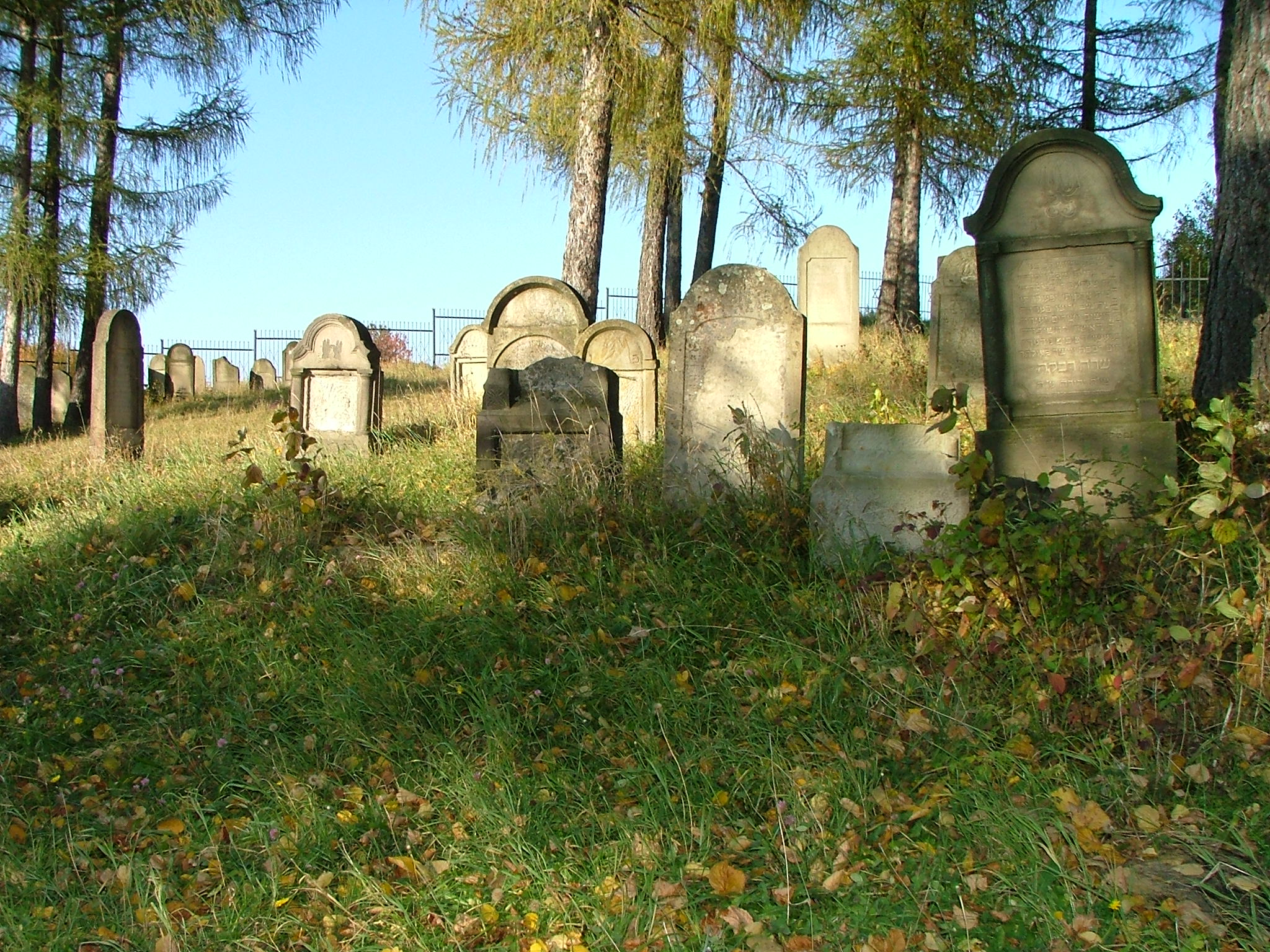
Jüdischer Friedhof in Bobowa

Um 1600 gehörte Bobowa zu den 14 Städten in der Woiwodschaft Krakau mit der größten jüdischen Bevölkerung (siehe Schtetl).
Juden kamen wieder im Jahr 1732 nach Bobowa, weil sie von Michał Jaworski, dem damaligen Stadtherrn, aufgefordert wurden, der die zugrunde gerichtete Wirtschaft der Stadt wieder beleben wollte. 1765 lebten in Bobowa 44 jüdische Familien. Jüdische Händler erhielten im Ort zahlreiche Privilegien. Dies bewirkte, dass Juden den Handel in der Stadt dominierten. Für die erhaltenen Privilegien zahlten die jüdischen Händler dem Grundherrn hohe Abgaben. Die Synagoge wurde 1756 erbaut und der jüdische Friedhof wurde einige Jahre zuvor angelegt.
Das Toleranzpatent aus dem Jahre 1785 führte die sogenannte Verzehrungssteuer für koschere Nahrung, hohe Heiratsgebühren sowie die sogenannte Kerzensteuer, eine Gebühr für die Zahl der angezündeten Kerzen während des Sabbats, ein. 
Im Jahr 1880 machten die jüdischen Bewohner über 40 % der Gesamtbevölkerung aus, sie besaßen 90 % der Geschäfte in Bobowa. 
In der Nacht vom 10. auf den 11. Oktober 1889 entfachte in Bobowa ein riesiger Brand. Die Juden wurden beschuldigt, ihn gelegt zu haben. Laut der örtlichen Überlieferung soll das Feuer durch eine Kerze verursacht worden sein, die während des Sukkotfestes angezündet worden sein soll. Das Feuer zerstörte fast die ganze Stadt. 
Bobowa war eines der Zentren des Chassidismus in Polen. Ein bekannter Zaddik in der Stadt war Chaim Halberstam (1793–1876), der Begründer der nach ihm benannten Halberstam-Dynastie.